# عبدالعظیم قریب
عبدالعظیم قریب گرکانی (زاده ۱۲۵۸ گرکان - درگذشت ۳ فروردین ۱۳۴۴)، ادیب معاصر ایرانی و بنیان‌گذار دستور زبان فارسی نوین بود.

## زندگی
عبدالعظیم قریب، فرزند میرزا علی سررشته‌دار در مرداد ۱۲۵۸ خورشیدی (رمضان ۱۲۹۶) در روستای گرکان، از توابع شهرستان آشتیان زاده شد. مقدمات زبان فارسی و عربی را در زادگاه خود آموخت. در نوجوانی در سال ۱۳۱۱ ه‍.ق به تهران آمد و نزد استادان بزرگ آن روزگار به تحصیل و فراگیری زبان و ادبیات عرب، علم اصول، هیئت و نجوم پرداخت. منطق و حکمت را در مدرسهٔ سپهسالار جدید نزد میرزا طاهر تنکابنی و زبان فرانسوی را در مدرسهٔ دارالفنون فراگرفت.
میرزا عبدالعظیم خان قریب در سال ۱۳۱۷ ه‍.ق به استخدام وزارت معارف درآمد و در مدرسه علمیه که تنها آموزشگاه به شیوه جدید بود به تعلیم دانش‌آموزان مشغول گردید. از سال ۱۳۲۴ ه‍.ق تدریس در مدرسهٔ نظام را آغاز کرد و مدتها با وجود پیری مدرسهٔ نظام را ترک نکرد و برخی از رجال بعدی ایران همچون کلنل محمدتقی پسیان از شاگردان او بودند.
از سال ۱۳۲۰ قمری در مدرسهٔ دارالفنون و سپس در دارالمعلمین مرکزی (بعداً دانشسرای عالی) از نخستین دورهٔ تأسیس آن شروع به تدریس ادبیات فارسی کرد. استادان دارالمعلمین، کسانی چون ابوالحسن فروغی، شیخ مرتضی نجم‌آبادی و فاضل تونی نسبت به «جناب میرزا» احترام خاصی داشتند. میرزا عبدالعظیم خان قریب همچنین در مدرسه سیاسی و مدرسه ایران و آلمان نیز تدریس می‌کرد و ضمن آنکه درس فارسی می‌داد، در کلاس درس آموزگاران آلمانی حضور می‌یافت تا سبک نوین تدریس را از آنان فراگیرد و به کار ببرد. از سال ۱۳۰۶ تا ۱۳۱۱ شمسی(مدت پنج سال) تعلیم محمدرضا شاه را به عهده داشت.
هنگامی که دانشگاه تهران تأسیس شد، قریب از اولین کسانی بود که به مقام استادی دانشگاه برگزیده شد و در دانشکده ادبیات عهده‌دار تدریس زبان و دستور فارسی شد. او این سمت را تا پایان عمر به عهده داشت. وی به عضویت فرهنگستان ایران نیز انتخاب شد و از اعضای برجسته این فرهنگستان به‌شمار می‌رفت.

عبدالعظیم قریب

عبدالعظیم قریب در زبان و ادبیات فارسی و عربی تسلط بی‌مانندی داشت و حدود ۵۸ سال از عمرش را با عشق و علاقه صرف تدریس دستور زبان فارسی و تعلیم و تربیت فرهیختگان ایران کرد. زمانی که وی تدریس را آغاز نمود، در مدارس به زبان فارسی اهمیتی داده نمی‌شد و متون مناسب برای تدریس این زبان به محصلان در دسترس نبود یا اصلاً وجود نداشت. وی قواعد زبان فارسی با به سبک دستورهای فارسی‌زبان اروپایی تدوین کرد و دستور زبان فارسی را در چهار جلد تألیف کرد. وی منتخباتی از نظم و نثر استادان زبان فارسی را به نام فرائدالادب (۱۳۴۳ قمری) تهیه کرد که سالها در مدارس تدریس می‌شد. قریب نخستین استادی بود که دستور زبان فارسی را در قالبی ساده و روشن تدوین کرد و تدریس آن را به صورت ماده مستقل در مدارس رواج داد. از دیگر فعالیت‌های فرهنگی قریب، جمع‌آوری حدود هزار جلد کتاب نفیس خطی بود که در کتابخانه بزرگ خود نگهداری می‌کرد. استاد عبدالعظیم قریب در سال ۱۳۲۶ طی جشنی از سوی دانشگاه تهران مورد تقدیر قرار گرفت و به پاس خدمات علمی و فرهنگی خود به دریافت نشان ویژه دانشگاه تهران نائل گردید و یکی از تالارهای دانشگاه نیز به نام وی نهاده شد.

## مرگ
او سالها در تهران و در خیابان ایران (خیابان عین الدوله) زندگی می کرد. وی که در سال‌های پس از بازنشستگی هنوز دردانشگاه تدریس می‌کرد، به سبب زمین‌خوردن، دچار شکستگی استخوان پای چپ شد و بستری گردید و بعد از عمل جراحی، به سبب کِبَرِ سن و ناراحتی ناشی از شکستگی پا، درگذشت. عبدالعظیم قریب در سوم فروردین ۱۳۴۴ در تهران درگذشت. مزارش در جوار عبدالعظیم، در ایوان حرم مُشْرِف به صحن آیت‌الله کاشانی (صحن شاه سابق)، واقع است؛ اما، به سبب بسته شدن ایوان، دسترسی به آن میسّر نیست. اکنون فرهنگستان زبان و ادب فارسی، برای قدردانی از خدمات فرهنگی او خانه قدیمش را در روستای گَرَکان بازسازی کرده و مرکز مطالعات دستور زبان فارسی قرارداده و مراسم افتتاح آن در ۲۰ آبان ۱۳۷۸ برگزار شده‌است.

## خاندان
پدرش، میرزا علی، سررشته دار مستوفی و از دانشمندان و اهل فضل زمان خود و پدربزرگش، میرزا یوسف مستوفی، وزیر شیخعلی میرزا پسر فتحعلی شاه بود و در قلمرو حکومت او به امور وزارت اشتغال داشت. مادرش، دختر میرزا اسماعیل مستوفی، زنی بود دارای تحصیلات که، به گفته عبدالعظیم قریب، کارهای نوشتنی و خواندنی خویش را خود انجام می‌داد. جدّش حاج عبدالقریب بود که همه جناح‌های خاندان قریب از وی منشعب می‌شود. عبدالعظیم قریب پنج فرزند داشت: سه دختر و دو پسر. پسر بزرگ او، عباس قریب، پزشک متخصص رادیولوژی و چشم پزشکی، سال‌ها در بیمارستان بانک ملی خدمت کرد و در سال ۱۳۷۳ درگذشت. دختر مهتر او، صدیقه قریب در سال ۱۳۷۵ درگذشت. دختر کهترش، معصومه قریب (۱۲۹۵-۱۳۷۴)، استاد گروه زبان‌شناسی همگانی دانشگاه تهران، بود. پسر کهترش، یحیی قریب، استاد بازنشسته زبان و ادبیات فارسی دانشگاه تهران است. دختر دیگرش، زهرا قریب، همسر محمد قریب، بنیانگذار طب کودکان در ایران است و دارای دو پسر (حسین قریب، متخصص بیماری‌های عروق و داخلی و از پزشکان برجسته ایرانی که اکنون در مرکز پزشکی مایوکلینیک آمریکا مشغول خدمت است؛ و محسن قریب، متخصص رادیولوژی) و دو دختر( ناهید و مریم).

## آثار
- فرائدالادب در نظم و نثر منتخب (در ۶ جلد، چاپهای متعدد)
- دستور زبان فارسی (در ۴ جلد)
- قواعد فارسی در صرف و نحو
- بدایه‌الادب (۱۳۲۴ ه‍. ق)
- کتاب ا۱۳۲۴ در ۳ جلد (۱۳۴۶ ه‍. ق)
- قرائت فارسی، در ۲ جلد (به دستور وزارت فرهنگ و با همکاری تنی چند ازدانشمندان) (۱۳۰۲)
- بدیع (۱۳۰۲)
- تصحیح و تحشیه کلیله و دمنه (۱۳۰۸)
- تصحیح و تحشیه گلستان سعدی (۱۳۱۰)
- تصحیح تاریخ برامکه (۱۳۱۳)
- سخنان شیوا (۱۳۱۸)
- منتخب کلیله و دمنه (۱۳۲۰)
- تصحیح و تحشیه بوستان سعدی (۱۳۲۸)